# Allée Royale (tramway d'Île-de-France)
Allée Royale, sous-titrée Château de Versailles, est une gare ferroviaire française de la ligne de la grande ceinture de Paris, située à Saint-Cyr-l'École, dans le département des Yvelines, en région Île-de-France.
C'est une halte voyageurs (dite station), qui est desservie par des tram-trains de la ligne 13 du tramway d'Île-de-France.
Encore en chantier, elle n'est pas mise en service le 6 juillet 2022 par la Société nationale des chemins de fer français (SNCF) comme les autres stations de la ligne. Cette dernière est mise en service le 19 juillet 2022, 13 jours après l'ouverture de la ligne.

## Situation ferroviaire
Établie à environ 115 mètres d'altitude, la gare de « Allée Royale » est  située sur la ligne de la grande ceinture de Paris (devenue, après adaptation, la ligne 13 du tramway d'Île-de-France sur ce tronçon), entre la station Les Portes de Saint-Cyr et la gare de Bailly.

## Histoire
La réalisation de cette gare n'était initialement pas prévue à court terme mais devait être créée après la mise en service de la ligne. Il fut ensuite décidé de la mettre en service en même temps que la ligne : les travaux de cette gare ont débuté en juin 2021. Contrairement à ce qui était prévu, la gare n'est pas mise en service en même temps que la ligne le 6 juillet 2022. Après l'ouverture du reste de la ligne, la gare est mise en service le 19 juillet 2022, 13 jours plus tard.

## Service des voyageurs

### Accueil

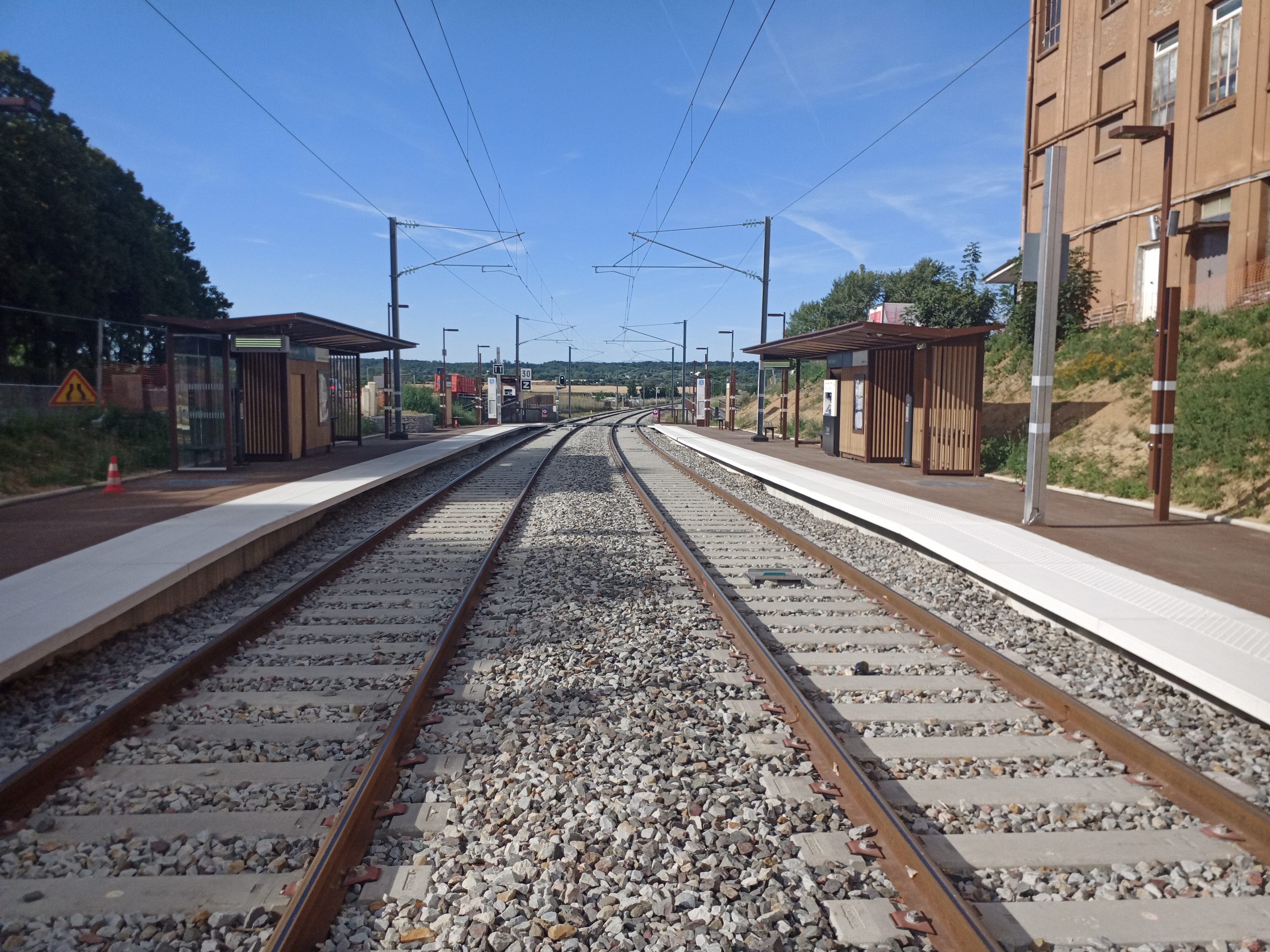
Quais de la station.

Halte ou station SNCF, Allée Royale est un point d'arrêt non géré (PANG) à accès libre. Elle dispose de deux quais. Elle est équipée d'abris sur chacun des quais et d'automates pour l'achat et le compostage de titres de transport. C'est une station accessible « en toute autonomie » par les personnes en fauteuil roulant, au travers de rampes.
Le mobilier de la station a fait l'objet d'un travail d'insertion tout particulier, lié à son implantation dans l'axe de l'allée royale de Villepreux, composante de la « Grande perspective » du château de Versailles ; pour la même raison, la plate-forme est abaissée d'un mètre par rapport au niveau du sol sur une distance de 450 mètres.
La station est à proximité de la grille de l'Étoile royale permettant un accès direct au domaine du château de Versailles du mois d'avril au mois de septembre,.

### Desserte
La station est desservie par des tram-trains de la relation Saint-Cyr - Saint-Germain-en-Laye (ligne T13).

### Intermodalité
La station est également desservie par les lignes 6251, 6254 et 6288 du réseau de bus du Grand Versailles.

## À proximité
- Ferme de Gally.